# 德尤普維克角
69°43′S 38°2′E / 69.717°S 38.033°E
德尤普維克角，是南極洲的海岬，位於毛德皇后地的哈拉爾王子海岸，處於德尤普維卡灣東端的呂佐夫-霍爾姆灣西南岸，根據挪威探險隊拍攝的空中照片繪入地圖，現時由南極條約體系管理。

## 外部連結
- . . United States Geological Survey.   [2012-01-22].
- 本条目引用的公有领域材料来自美国地质调查局的文档《德尤普維克角》 （資料來自地名信息系统）。